# Arabis gegamica
Arabis gegamica är en korsblommig växtart som beskrevs av Mtschvet. Arabis gegamica ingår i släktet travar, och familjen korsblommiga växter. Inga underarter finns listade i Catalogue of Life.